# 布隆迪历史
布隆迪是一个和卢旺达有着紧密联系的国家。

## 布隆迪王国
从口述历史和考古学的结合可以了解一些布隆迪的起源。从2种传说来看，这个国家的建立都是和一个名叫Cambarantama有关。
在今布隆迪上第一个可以证实的国家是在16世纪，一个在东部山麓整合的国家。接下来几个世纪，布隆迪王国不断扩张，兼并它附近的地区，并且和当时卢旺达竞争。在Ntare IV Rutaganzwa Rugamba统治下，它的疆域达到顶峰。从1796年到1850年，面积扩大了一倍。
布隆迪王国特点是一个有着政治权力和经济交换相辅的等级分明国家。
欧洲探险家和传教士在1856年初到达并进行了简短访问。他们对于布隆迪王国的组织和古希腊王国进行了比较。直到1899年，布隆迪成为了德属东非的一部分。与卢旺达王室接受德国的先进相比，布隆迪国王Mwezi IV Gisabo抵制了所有的欧洲影响，他拒绝欧洲服饰以及抵制所有的欧洲传教士和行政官员。
德国使用武力以及成功的进行了大规模的破坏，但是这个并没有影响国王的权力。最终族人倒向国王的一个女婿Maconco并发动起义。Gisabo最后强迫割让领土并承认德国的宗主权。

## 殖民统治
即便外国的统治影响最小，而国王仍然像以前那样统治，然而由欧洲人带来的毁灭性疾病，强烈影响和当地的人和动物。1905年发生了一次大饥荒。1914,1923和1944，整个大湖地区的人们都艰难的生活着。
在第一次世界大战期间的1916年，比利时军队征服了该地区。1923年国际联盟委托比利时管理卢旺达-乌隆地地区。但分开西部王国并入英国管理的坦噶尼喀。比利时人通过间接统治的管理这块地区，建立图西人为主的贵族阶层。
第二次世界大战之后，卢安达－乌隆迪成为联合国委托比利时管理的托管领地。1948年后，比利时允许政党竞争。两个政党出现了：国家进步联盟（the Union for National Progress (UPRONA)）和基督教民主党（Christian Democratic Party (PDC)）。前者由图西王子（Louis Rwagasore）领导的多种族政党，后者有着比利时政府支持。1961年，紧随着国家进步联盟在立法院选举的胜利，Louis Rwagasore 被暗杀。
| 民族            | 1929 | 1933 | 1937 | 1945 | 1967 | 1987 | 1993 | 1997 | 2000a | 2000b | 2001年底 |
| --------------- | ---- | ---- | ---- | ---- | ---- | ---- | ---- | ---- | ----- | ----- | -------- |
| 图西族（Tutsi） | 22   | 15   | 18   | 28   | 71   | 72%  | 32%  | 38%  | 89%   | 100%  | 47%      |
| 胡图族（Hutu）  | 20   | 6    | 2    | 0    | 18   | 28%  | 68%  | 62%  | 11%   | 0%    | 53%      |

## 独立
布隆迪于1962年7月1日获得完全独立。图西族国王（Mwambutsa IV Bangiriceng）建立君主立宪制。但卻在1966年時由軍人出身的首相罷黜了原本的王子（他才剛篡位沒有多久），開始進入軍人獨裁執政的時期。
在独立后的1965年5月10日，布隆迪举行了第一次立法会选举，王室拒绝承认由胡图族候选人获得胜利的结果。胡图族于1965年10月18日以发动一次反对王室的未遂政变作为回应。这个反过来又使胡图族的政治家和精英遭到杀害。

### 后种族灭绝发展
1976年让-巴蒂斯特·巴加扎上校在一场不流血政变中的上台。虽然巴加扎领导的是以图西族为主的军事政权，但他鼓励土地的改革，选举制度改革和民族和解。1984年巴加扎作为唯一的候选人，当选为国家元首。

## 内战
這種少數民族佔高位的不正常社會結構埋下國家不穩定的惡種，並且在1993年10月時到達最高峰。那時剛上任才四個月、蒲隆地有史以來第一位胡圖人身份的元首，也是首任民選總統的梅尔希奥·恩达达耶，遭到主要是圖西人控制的軍方暗殺。恩達達雅的死，導致全面性的種族衝突，在這場種族衝突中至少有二十萬的雙方人口遭到屠殺，而當中原來有人口6.5萬的圖西人被屠殺至剩下5000人不到。

## 战后
皮埃尔·恩库伦齐扎于2005年8月19日成为第一个后过渡时期总统。並不受限制的連選連任迄今。